# Jean Lalanne (athlétisme)
Pour les articles homonymes, voir Jean Lalanne et Lalanne.
Jean Lalanne (né le 28 août 1914 à Gerde et mort le 20 octobre 1950) est un athlète français, spécialiste des courses de fond.

## Biographie
Il est sacré champion de France du 5 000 mètres en 1943 et champion de France du 10 000 mètres en 1941, 1942 et 1943. Il remporte par ailleurs le titre de champion de France de cross en 1938, 1939, 1941, 1942 et 1943.
Le 11 octobre 1942, à Bordeaux, Jean Lalanne établit un nouveau record de France du 10 000 mètres en 30 min 22 s 8.

## Liens externes

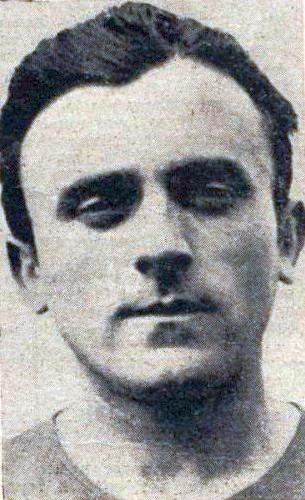
Jean Lalanne, quintuple champion de France de cross-country (vers 1945).